# 활성화 에너지

활성화 에너지(活性化 - , 영어: activation energy)는 화학 반응이 진행되기 위해 필요한 최소한의 에너지를 말한다. 반응물질들이 모두 존재한다고 하여 화학 반응이 진행되는 것은 아니다. 화학반응이 진행되려면 입자의 유효충돌이 많아야 하고 입자 자체가 일정한 양 이상의 에너지를 가지고 있어야 하는데, 이 일정한 에너지가 바로 활성화 에너지이다.

## 활성화 에너지의 영향
이 활성화 에너지는 화학반응의 속도에 영향을 미친다. 활성화 에너지가 작으면 활성화 에너지보다 높은 에너지를 갖는 입자 수가 증가하여 반응 속도는 빨라지며, 활성화 에너지가 높다면 활성화 에너지 이상의 에너지를 갖는 입자가 줄어들어 반응 속도는 느려질 것이다. 활성화 에너지에 영향을 미치는 요인으로는 촉매가 있다. 촉매에는 정촉매와 부촉매가 있으며, 정촉매는 반응의 활성화 에너지를 낮추어 그 반응을 더 빨리 일어날 수 있게 만들고 부촉매는 그와 반대로 활성화 에너지를 높여 반응을 더 느리게 한다. 촉매들은 반응물과 생성물의 양적 관계에는 영향을 미치지 않으며 반응 속도에만 영향을 미친다.

## 실생활에 관련된 예

### 암모니아 합성
수소와 질소반응해 암모니아되는 반응은 활성화 에너지가 매우 높기 때문에 독일의 프리츠 하버가 인공적인 방법으로 암모니아를 합성하기 전까진 자연상태에서 수소와 질소가 반응해 암모니아가 되는 반응은 대부분 생물과 번개 등에 의해서 일어났다.

### 흑연과 다이아몬드
흑연과 다이아몬드는 두 물질을 이루는 입자가 탄소로 모두 같다. 그러나 물질의 구성입자가 같아도 이들 사이의 상호전환은 매우 어려운데 이는 흑연이 다이아몬드로 바뀌는 반응의 활성화 에너지가 매우 높기 때문에 반응이 거의 진행되지 않기 때문이다.

## 참고 문헌
1. ↑  Oxtoby, Gillis, Campion (2008), 옥스토비의 일반화학 6판, 사이플러스, pp626~627
2. 1 2  Ibid, pp627

## 같이 보기
- 촉매